# آرمن بارسقیان
آرمن گریشایی بارسقیان (ارمنی: Արմեն Գրիշայի Բարսեղյան زاده ۲ ژوئن ۱۹۶۵) یک بازیگر اهل ارمنستان است.

## زندگی‌نامه
وی در  ۲ ژوئن ۱۹۶۵ در کیروواکان به دنیا آمد و از انستیتو دولتی نمایشی ایروان (۱۹۹۰) فارغ‌التحصیل شد. وی همچنین برندهٔ جوایزی همچون مدال طلای وزارت فرهنگ جمهوری ارمنستان شده‌است.